# Чебоксарская чулочно-трикотажная фабрика
Чебоксарская чулочно-трикотажная фабрика — российское предприятие лёгкой промышленности, специализирующееся на производстве чулочно-носочных, трикотажных изделий. Фабрика расположена в городе Чебоксары, Чувашская Республика; административное здание находится по улице Калинина, дом 107.
Фабрика ведёт историю с 1941 года, когда в городе Чебоксары на базе эвакуированной Полтавской трикотажной фабрики была основана Чебоксарская чулочная фабрика, которая в свою очередь в 1962 году слилась с вновь построенной Чебоксарской чулочно-трикотажной фабрикой. С 1991 года продукция предприятия представлена под брендом «Чебоксарский трикотаж», который по состоянию на 2024 год используется современным владельцем предприятия — Обществом с ограниченной ответственностью «Чулочно-трикотажная фабрика», учредителем которого является чебоксарский предприниматель В. Ф. Ермолаев.
К продукции фабрики относится: колготки женские, носки мужские, детские носки, получулки, колготки; детское и ясельное бельё из хлопчатобумажной пряжи; спортивный трикотаж — костюмы, брюки, шорты; джемперы, халаты, юбки, блузки.

## История

### Предыстория
В Чебоксарах, близ места слияния реки Кайбулки с Чебоксаркой стояло здание Рождественской церкви, закрытой в начале 1930-х годов и переданной кооперативу инвалидов «Чувашкоопинсоюз». В начале тридцатых годов в здании бывшей церкви разместилась металлообрабатывающая мастерская «Красный молот». В дальнейшем здание бывшей церкви использовалось под столярную мастерскую.
В 1941 году после начала Великой Отечественной войны в здании Чебоксарской артели инвалидов «Красный молот» разместилось эвакуированное из Украинской ССР оборудование Полтавской трикотажной фабрики. Полтавская трикотажная фабрика с наличным оборудованием в 622 автомата, определяющих мощность фабрики в 11 млн пар чулочно-носочных изделий в год, была эвакуирована в Чебоксары 16 сентября 1941 года. В декабре 1941 года в Чебоксары прибыло 250 автоматов, остальные 372 ещё находились в пути. 5 декабря 1941 года СНК Чувашской АССР принял постановление о размещении прибывшей полтавской фабрики в Чебоксарах и передаче её в ведение наркомата местной промышленности Чувашской АССР. Фабрика была размещена на площадях столярной мастерской, которая давала возможность размещения только 85 автоматов для производства хлопчатобумажных армейских носок. Для размещения остального количества автоматов существующее помещение было расширено, для чего была сооружена пристройка производственного корпуса. Из Полтавы прибыло 300 человек профессиональных чулочниц и всё требуемое оборудование. Шестьдесят шесть специалистов, прибывших вместе с эвакуированным оборудованием, с помощью местного населения в сжатые сроки смонтировали оборудование, создали необходимую производственную базу.
К началу 1942 года был налажен выпуск продукции — за 1942 год для фронта на фабрике выпустили миллион пар чулочков и носочных пар. Во время войны коллектив фабрики работал по 10-12 часов ежедневно. В 1943 году были завершены работы по монтажу и вводу в эксплуатацию утверждённых к размещению в обоих корпусах фабрики 346 единиц вязального оборудования. Подготовка новых специалистов для Чебоксарской чулочной фабрики осуществлялось в прядильном и ткацком отделениях Вечернего текстильного техникума, образованного 13 сентября 1942 года.
В июне 1944 года на фабрике проходил сбор денежных средств на постройку танка; директор фабрики Е. Я. Богуславская внесла 3000 рублей. В августе 1944 года коллектив фабрики послал письмо к председателю ГКО И. В. Сталину о сборе денег на закупку боевого самолёта для Героя Советского Союза М. А. Сапожникову.
23 июня 1952 года было принято Решение исполкома Чебоксарского горсовета об отводе земельного участка под промышленное и жилищно-бытовое строительство фабрики. 
В ассортименте фабрики были мужские и женские носки, чулки детские и женские. К началу 1960-х годов из-за ограниченности производственных мощностей на фабрике были исчерпаны возможности по увеличению выпуска продукции.

### Фабрика в советский период
В 1959 году по проекту Государственного Проектного института № 3 (Ленинград) в Чебоксарах началось строительство новой крупной чулочно-трикотажной фабрики; проектом предусматривался выпуск 25,5 млн пар чулочно-носочных изделий и 17 млн штук бельевого и верхнего трикотажа. 9 июня 1959 года директором строящейся фабрики назначен Б. И. Бичуцкий. В 1961 году директором строящейся фабрики является В. Н. Куренков, а директором действующей с 1941 года Чебоксарской чулочной фабрики значилась М. А. Прокофьева. Чулочная фабрика вошла в состав вновь возведенной фабрики; сотрудники чулочной фабрики составили основной костяк трудового коллектива текстильного гиганта. Первую продукцию новое предприятие выпустило в январе 1962 года.
Административное здание, расположенное по улице Калинина, дом 107, было выполнено из белой панели в стиле конструктивизма и сдано в эксплуатацию в 1961 году. С выходом в 1964 году на полную проектную мощность фабрика основные усилия сосредоточила на увеличение выпуска высококачественной продукции, расширение и обновление ассортимента. Производство имело законченный технологический цикл; было оснащено более 3 000 единицами советского и зарубежного оборудования. В 1970-х годах для предприятия оборудование приобреталось также в Чехословакии на предприятии Uniplet. Фабрика выпускала модели чулочно-носочных изделий, бельевой и верхний трикотаж для всех возрастных групп населения.
Чебоксарская чулочно-трикотажная фабрика совместно с расположенным рядом Чебоксарским хлопчатобумажным комбинатом относилась к градообразующим предприятиям. Под эти индустриальные гиганты прокладывались чебоксарские городские магистрали и открывались маршруты общественного транспорта, строились детсады, больницы и жилые дома. В советский период предприятие было одним из крупнейших предприятий трикотажной промышленности в СССР. Специалистов для фабрики продолжал готовить Чебоксарский текстильный техникум, в котором в 1966 году в было открыто трикотажно-швейное отделение.
С 28 июня 1971 года продукция фабрики выпускается под товарным знаком в виде графического изображения улитки, стилизованную под букву «Ч». В 1988 году от Чебоксарской чулочно-трикотажной фабрики открылась база отдыха «Росинка» (на 100 мест). Предприятие занимало призовые места во Всесоюзном и Всероссийском соревнованиях, завоёвывало переходящее красные знамёна. Деятельность фабрики координировалась Российским промышленным трикотажным объединением «Рострикотажпром» Министерства текстильной промышленности РСФСР. 17 июня 1989 года в трикотажно-вязальном цехе фабрики открылась комната эмоциональной разгрузки общей площадью около ста метров.
Директорами Чебоксарской чулочно-трикотажной фабрики были З. Д. Дерябина, Л. Н. Борисова. С 1982 по 2005 год директором фабрики являлась Н. П. Сиверская. Редактором радиогазеты фабрики «Чебоксарский трикотаж» с 1983 года по 1990 год была Альбина Любимова — чувашская поэтесса, известная под творческим псевдонимом Альбина Юрату. Лауреатом Государственной премии СССР стал помощник мастера фабрики А. В. Куприянов.

### Предприятие после 1991 года

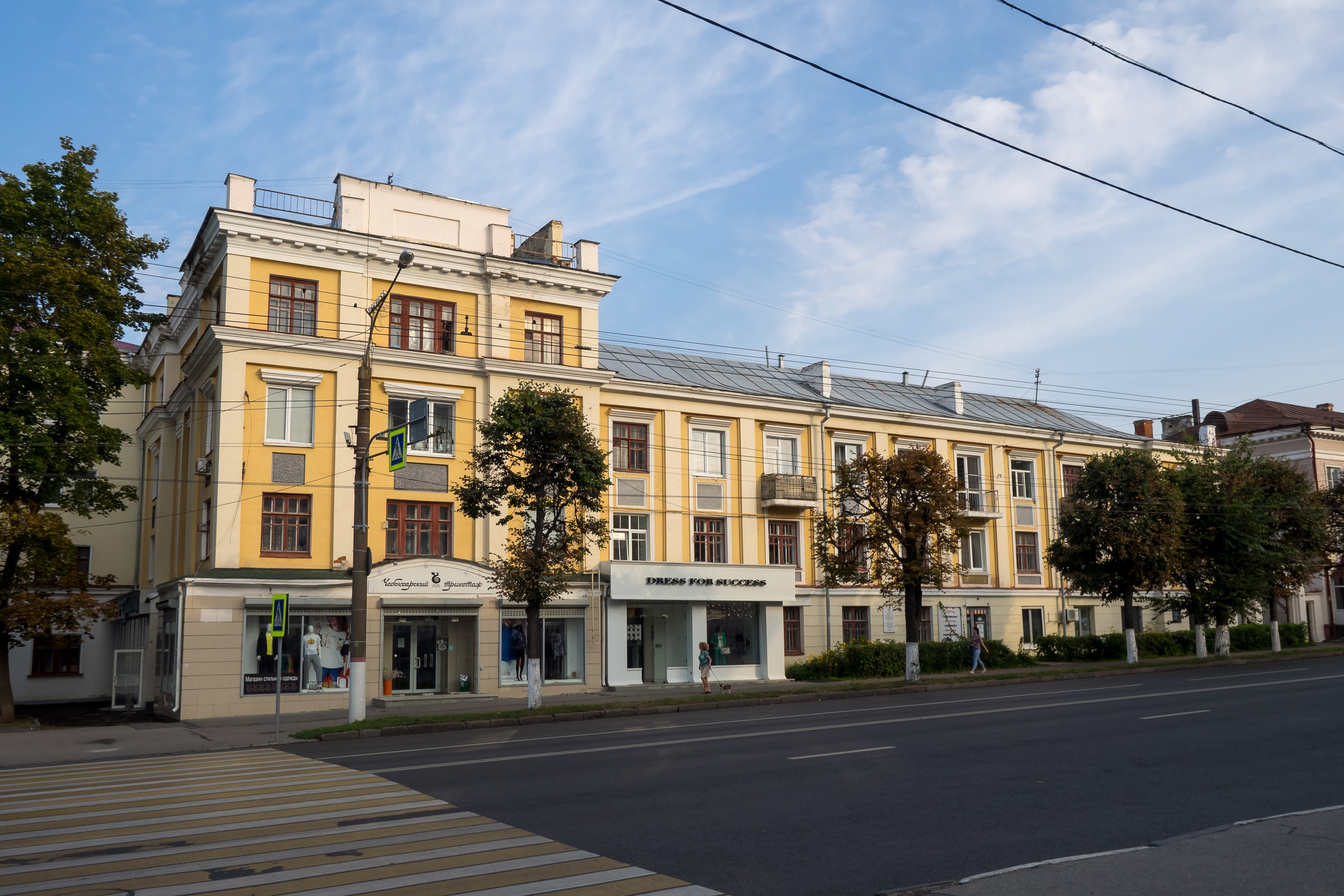
Магазин «Чебоксарский трикотаж» на улице Карла Маркса в Чебоксарах (2018)

В 1992 году фабрика была приватизирована и преобразована в АОЗТ «Чебоксарский трикотаж» (с 1996 — ЗАО). С августе 2006 года товарный знак в виде графического изображения улитки, стилизованную под букву «Ч», стал собственностью входящей в Группу компаний «Савва» ОАО «Волжская текстильная компания» (ОАО «ВТК»), в состав которой вошло ЗАО «Чебоксарский трикотаж».
В период с 2008 по 2009 год в производственных цехах предприятия (трикотажный, красильный, швейный по пошиву трикотажных изделий) было установлено новейшее оборудование; была произведена реконструкция всей технологической цепочки производственного процесса. Предприятие функционировало под управлением арендатора производственных площадей — ООО «Чебоксарский трикотаж Рус», которым внедрялись и выпускались новые модели, востребованные на рынке; проводилось обучение и повышение квалификации рабочих. В апреле 2009 года ООО «Чебоксарский трикотаж Рус» заключил договор на поставку 6-тиголовочной скоростной вышивальной машины Happy Rich (Япония), с помощью которой возможно в автоматическом режиме создать дизайн вышивки крестом или дизайн вышивки по фотографии (большое количество игл даёт возможность выставить в автоматическом режиме широкую палитру нитей и сэкономить время на ручные операции). На предприятии был произведён монтаж и запуск оборудования, проведено обучение наладчиков, вышивальщиц и модельера-дизайнера работе на машине.
В августе 2010 года в отношении ОАО «ВТК» была введена процедура конкурсного производства; начались массовые увольнения работников фабрики. По мнению участников рынка, увольнение сотрудников было вызвано убыточностью работы фабрики; к 2010 году склады фабрики были переполнены устаревшим товаром, не пользующимся спросом; внедрение новых моделей на фабрике практически не осуществлялось.
14 октября 2010 года ОАО «ВТК» при непосредственной поддержке со стороны президента Чувашии Михаила Игнатьева предоставило на правах аренды Обществу с ограниченной ответственностью «Чулочно-трикотажная фабрика» (ООО «ЧТФ») в пользование недвижимое и движимое имущество дивизиона «Одежда», расположенное по адресу: г. Чебоксары, ул. Калинина, д. 107, что позволило последнему осуществлять выпуск чулочно-носочной и трикотажной продукции. В октябре 2010 года после того, как ОАО «ВТК» было объявлено банкротом, площади чулочно-трикотажной фабрики перешли под управление ООО «ЧТФ», которое было создано предпринимателями А. А. Леонтьевым и Т. В. Кудряшовой, занявшей должность директора. Многие сотрудники трикотажного комплекса ОАО «ВТК» переводом были оформлены в штат ООО «ЧТФ». С начала 2011 года на предприятие простаивало, сбыт выпущенной продукции не обеспечивался.
В 2011 году по заявке ООО «ЧТФ» Роспатентом был зарегистрирован товарный знак «Чебоксарский трикотаж». ООО «Чулочно-трикотажная фабрика» использовало товарный знак для обозначения выпускаемых товаров и при розничной торговле, осуществляемой обществом и его дилерами. В январе 2012 года на фабрике работали свыше тысячи человек. В феврале 2013 года фирма ООО «ЧТФ» c комплексом зданий фабрики и брендом «Чебоксарский трикотаж» были выкуплены предпринимателем В. Ф. Ермолаевым. К 2013 году численность работников ООО «ЧТФ» составляла 850 человек. В 2013 году предприятием было выпущено 3 261 800 пар чулочно-носочных изделий, 4 372 274 штук трикотажа. Продукция поставляется во все регионы Российской Федерации; торговые предприятия под вывеской «Чебоксарский трикотаж» имеются во многих городах России. В 2015 году на предприятии работало около 900 человек. Товарный знак и наименование «Чебоксарский трикотаж» неправомерно используется некоторыми торговыми и производственными фирмами в России.
С 2016 по 2019 год предприятие простаивало; 14 сентября 2018 года ООО «Чулочно-трикотажная фабрика», принадлежащее предпринимателю В. Ф. Ермолаеву, было признано банкротом и находилось (2019) в процессе ликвидации. 25 февраля 2019 в Чебоксарах было зарегистрировано новое юридическое лицо с аналогичным фирменным наименованием — ООО «Чулочно-трикотажная фабрика», имеющее юридический адрес в доме № 3А по Ядринскому шоссе. В октябре 2019 года новое ООО, использующее бренд «Чебоксарский трикотаж» и здание фабрики на улице Калинина, объявило о возобновлении производства и наборе более 300 сотрудников фабрики. В январе 2020 года фабрику посетил исполняющий обязанности главы Чувашской Республики О. А. Николаев. В 2020 году в Чебоксарах состоялось открытие первого фирменного магазина обновлённой фабрики. По состоянию на 2024 года одна фирма с наименованием ООО «Чулочно-трикотажная фабрика» находится в процессе ликвидации, а брендом «Чебоксарский трикотаж» владеет другая фирма с таким же наименованием — ООО «Чулочно-трикотажная фабрика», принадлежащее предпринимателю В. Ф. Ермолаеву.

## Примечательные факты
В 2008 году, когда фабрика была в составе ОАО «ВТК», генеральный директор Группы компаний «Савва» Дмитрий Романцов в цеху «Чебоксарского трикотажа» заявил: «А давайте придумаем присягу! В X5 же поют гимн, вот и мы каждый день будем клясться, что выпустим суперкачественный продукт по супернизкой цене. И тогда все, Zara отдыхает». Романцов предложил швеям взять на вооружение 14 принципов менеджмента Toyota.
19 июня 2019 год в сети Интернет появился видеоролик, созданной казанскими рекламщиками «Громкие рыбы», с несогласованной рекламой «Чебоксарского трикотажа». О ролике написали крупные российские СМИ, такие как REGNUM, РИА Новости, znak.com и другие, в своём Инстаграме ссылку на ролик выложил журналист Юрий Дудь. Рекламный ролик стал вирусным в том числе благодаря вниманию блогера Александра Гудкова. По словам одного из создателей ролика Александра Буркова: «Для нашего региона, по крайней мере, „Чебоксарский трикотаж“ — это очень знакомая марка. Этот логотип в виде улитки, ты его помнишь с детства, он у всех отпечатался на сетчатке глаза. Звучит их название так, как будто бы это супернемодно, сразу представляешь непонятное платье в цветочек. Поэтому нам показалось логичным сделать супермодную рекламу именно супернемодного бренда „Чебоксарский трикотаж“».
Российский театральный режиссёр Евгений Гришковец сочинил ряд слоганов для бренда «Чебоксарский трикотаж», которые с его разрешения безвозмездно используются предприятием